# زونووان
شهر زونووان (به فرانسوی: Zonhoven) در شهرستان اسلت  در استان لمبورگ  در منطقه فلاندری در کشور بلژیک واقع شده‌است.